# باي باي لندن (مسرحية)
باي باي لندن، مسرحية كويتية كوميدية اجتماعية عرضت للمرة الأولى في 18 نوفمبر 1981، وهي من بطولة عبد الحسين عبد الرضا وغانم الصالح وهيفاء عادل ومريم الغضبان ومحمد جابر. وشهدت نجاح الممثلين الجدد داود حسين وانتصار الشراح.

## القصة
وهي تتكلم عن رجل كبير في السن ومتزوج (عبد الحسين عبد الرضا) يسافر إلى لندن، فيستقبله ابن أخيه (داود حسين) الذي يدرس في لندن ويبذل جهده لينقذه من التعرض للنصب والاحتيال في لندن، المسرحية لا تخلو من الرمزية والإسقاطات السياسية والاجتماعية وانتقاد بعض الأوضاع العربية.

## المشاركين
| الممثلون             | الدور                         |
| -------------------- | ----------------------------- |
| عبد الحسين عبد الرضا | شارد بن جمعة                  |
| غانم الصالح          | نهاش فتى الجبل                |
| هيفاء عادل           | وفاء - جانيت - فرانشيسكا      |
| داود حسين            | صافي - العربي الصديق - فرانكو |
| انتصار الشراح        | سميرة                         |
| مريم الغضبان         | سبيكة - سبكاهاوه              |
| محمد جابر            | آدم                           |